# France Burghelle Rey
 (février 2021).
Si vous disposez d'ouvrages ou d'articles de référence ou si vous connaissez des sites web de qualité traitant du thème abordé ici, merci de compléter l'article en donnant les références utiles à sa vérifiabilité et en les liant à la section « Notes et références ».
Pour les articles homonymes, voir Rey.
France Burghelle Rey, est une poète, romancière et critique littéraire française.

## Biographie
Elle a enseigné à Paris en tant que certifiée de Lettres classiques en animant pendant de nombreuses années des ateliers d'écriture dans ses classes. Elle vit actuellement à Paris où elle écrit et pratique la critique littéraire. Elle est membre de l’Association des Amis de Jean Cocteau et du P.E.N. Club français.
Marquée par l'œuvre et la personnalité de Jean Cocteau, elle a fait sa maîtrise sur "Le Visible et l'invisible" dans l'œuvre du poète puis son DEA sur la théorie moderne de la création, préparant alors une thèse de doctorat sur « Le Baroque et le symbolisme dans À Rebours de Joris-Karl Huysmans ».

## Œuvre

### Poésie
Elle a publié ses poèmes dans diverses revues papier et numériques comme : Temporel, Le Capital des mots, Terres de femmes, Recours au poème, Poésie Première, Friches, Décharge, Cahiers du sens, Lieux d'être, Le Coin de table Poésie sur Seine, Friches, Bacchanales, Terre à ciel, Verso, Littérales, Diptyque, Rhubarbe, À l'index, Thauma, Poesiemuzik.

### Œuvre critique
Elle a écrit de nombreuses notes critiques dans Quinzaines et dans les revues Poezibao, Europe, Place de la Sorbonne, La Cause littéraire, CCP, Recours au poème, Terres de femmes, Temporel, Traversées.

## Publications

### Poésies
- 2009 Odyssée en double, Encres Vives, coll. Encres Blanches.
- 2009 La Fiancée du silence, Encres vives, coll. Encres Blanches.
- 2010 Le Bûcher du Phénix, Encres vives, coll. Encres Blanches.
- 2010 L'Orpailleur, Encres Vives, coll. Encres Blanches.
- 2010 Lyre en double, Interventions à haute voix.
- 2013 Révolution, La Porte.
- 2014 Comme un chapitre d'Histoire, La Porte.
- 2016 En UN seul regard, La Cause littéraire.
- 2015 Le Chant de l’enfance, éditions du Cygne, (Prix Blaise Cendrars adulte pour un poème)[1],[2]
- 2016 Révolution II, La Porte[3],[4].
- 2017 Petite Anthologie : Confiance / Patiences / Les Tesselles du Jour, Unicité[5],[6].
- 2018 Après la foudre, Bleu d'encre[7].
- 2020 Lieu en trois temps suivi de L'Un contre l'autre : Gegenüber, en finale nationale du prix Max-Pol Fouchet 2010, Unicité[8].
- 2022 14 poèmes, revue des classiques Garnier. Alkémie, numéro 30.
- 2023 Les promesses du chant suivi des vertiges du désir, (Préface de Jacques Ancet) La Rumeur libre

### Nouvelles
2017 Contes pour enfants du 20e siècle, Le Capital des mots.

### Romans
2018 L’ Aventure, Unicité. 
2022 Le Roman de Clara, Unicité

### Récits poétiques - Essai
2021 La maison loin de la mer Fragments I. Editions Douro,.
2024 Raisons secrètes Fragments II, Saison nouvelle Fragments III, Éditions Douro

### Livres d'artistes principaux
- 2009 L'or de ma mémoire en collaboration avec le peintre Georges Badin (mouvement Textruction), Livre pauvre, coll. Aboli bibelot, Daniel Leuwers
- 2010 L'Or bleu, en collaboration avec Georges Badin, collection Mémoires, Eric Coisel éditeur.
- 2010 Tableaux du temps, en collaboration avec Georges Badin, collection Mémoires, Eric Coisel éditeur.
- 2011 A cette distance des reflets, en collaboration avec Max Partezana.

2016 La route bleue, en collaboration avec Maria Desmée.
Gravures
2016 La mer en allée  avec 6 aquatintes d'Hélène Baumel (Lucinges, Salon Page, Salon d'Automne 2017, etc.)

### Chantiers de poème
- 2010 "Arracher les peaux du chagrin", revue Diptyque no 1.
- 2013 "De qui vient la première blessure", revue Diptyque no 3.

### Anthologies principales
- 2010 Et si le rouge n'existait pas, Anthologie, Le Temps des cerises.
- 2010 Anthologie permanente, Le Nouvel Athanor.
- 2011 L'Athanor des poètes, Le Nouvel athanor.
- 2012 Anthologie pas d'ici, pas d'ailleurs, Voix d'encre.
- 2016 Anthologie de la défense de la langue française, Pablo Poblète, Unicité.
- 2017 Despierta humanidad , Antologia internacional de poesiea, Honduras,
- 2018 Liens et entrelacs, Poésie du monde. Anthologie pour la paix, Pablo Poblète, Unicité.
- 2018 Des chiffons de javel, Laurent Desvoux, préface d'Alain Borer, Unicité.
- 2020 Anthologie "Perdre son temps à réunion des bribes", Editions du Cygne.
- 2023 Anthologie Ukraine dans nos cœurs, éditions unicité.

## Sources
- Blog de France Burghelle Rey
- Interview : 30 minutes avec France Burghelle Rey présentant son recueil Le Chant de l'enfance. "Le Lire et le Dire" sur "Fréquence Paris Plurielle 106.3", 9 février 2016.
- Interview : Site de Terre à ciel